# První Mluvčí
První Mluvčí je fiktivní funkce v sérii Nadace amerického spisovatele sci-fi Isaaca Asimova.
První Mluvčí je vůdcem Druhé Nadace, obdobou této funkce na První Nadaci je starosta Terminu. Avšak zatímco starostu Terminu zná téměř každý občan Galaxie, Prvního Mluvčího znají jen jeho nejbližší spolupracovníci, neboť Druhá Nadace pracuje v utajení. První Nadace vyniká v oblasti fyzické síly, technologie a vojenské techniky, Druhá Nadace vládne duševní silou, mentalickými schopnostmi a možností ovládat druhé . Sídlem Druhé Nadace je Galaktická knihovna a Univerzita na planetě Trantor, bývalé ústřední planetě první Galaktické říše, kde svého času působil i Hari Seldon se svým týmem.
Během schůzek rady Mluvčích (nazývané jednoduše Stůl – 12 členů) má První Mluvčí výsadní právo začít řeč. Mluva mentaliků – Mluvčích – je mnohem komplexnější než běžná řeč, dorozumívají se převážně telepaticky a částečně pomocí gestiky, což velmi rozšiřuje možnosti vzájemné komunikace.
První Mluvčí potřebuje k prosazení své vůle či nějakého tématu souhlas pouze jednoho dalšího Mluvčího, v tom případě nic nezmůže ani nesouhlas ostatních deseti členů Stolu. Pokud však nenajde podporu ani jednoho z Mluvčích Druhé Nadace, musí od prosazení své představy ustoupit .
V případě vážného ohrožení jsou členové Stolu, mentalici Druhé Nadace schopni bleskově mezi sebou vytvořit tzv. "totální síť", kolektivní spojení vědomí všech členů, jež mnohonásobně převyšuje izolované schopnosti jedince a jehož potenciál mohou využít ti zástupci, kteří se nacházejí nejblíže nebezpečí. Totální síť může být vytvořena bez ohledu na vzdálenost mezi jednotlivými mentaliky Druhé Nadace.

## Seznam Prvních Mluvčích
v knihách Isaaca Asimova:
- Hari Seldon – Hari Seldon jakožto zakladatel psychohistorie je pokládán za prvního v řadě Prvních Mluvčích.
- Preem Palver – devatenáctý První Mluvčí.
- Kol Benjoam – dvacátý první První Mluvčí.
- Quindor Shandess – dvacátý pátý První Mluvčí.